# 小島弘章
小島 弘章（こじま ひろあき、1972年11月13日 - ）は、日本のお笑いタレント、松竹芸能所属、お笑いコンビ・オーケイのメンバーで、相方は岡山祐児。2009年8月から「収納王子コジマジック」としても活動開始。一般社団法人日本収納検定協会 代表理事、一般社団法人日本片づけ整理収納協議会 代表理事、ケイスタイル株式会社 代表取締役も務める。

## 人物
岡山県玉野市出身（2012年12月「玉野ふるさと大使」任命）。2012年2月に一般女性と結婚。

## 出演
コンビでの出演歴についてはオーケイを参照。

### 現在
- ノンストップ!いいものプレミアム（フジテレビ）
- 踊る！さんま御殿（日本テレビ）
- ダウンタウンDX（読売テレビ）

### 過去
- ソロモン流（テレビ東京、2011年10月23日・12月25日）
- 新婚さんいらっしゃい!（朝日放送、2012年12月9日）※新婚さんとして
- VS嵐（フジテレビ）
- ヒルナンデス!（日本テレビ）
- スクール革命（日本テレビ）
- 王様のブランチ（TBS）
- あさイチ、ごごナマ（NHK）
- ミヤネ屋（読売テレビ）　他多数出演

## 著書
- 収納王子コジマジックの100円グッズ・カラボ・スノコで絶対片づく! 収納600（2010年6月28日、学研パブリッシング、ISBN 978-4-05-605944-1）
- 収納王子コジマジックの魔法のかたづけ術（2011年10月5日、アスペクト、ISBN 978-4-75-721977-9）
- 収納王子コジマジックのすっきり片づく超収納テクニック（2011年12月7日、扶桑社、ISBN 978-4-59-460761-6）
- 収納王子コジマジックのスキマジック（2012年12月5日、ネコ・パブリッシング、ISBN 978-4-77-701352-4）
- 収納王子コジマジックの書いてハッピー♪お片づけノート（2013年8月1日、遊タイム出版、ISBN 978-4-86-010334-7）
- 収納王子コジマジックの収納＆お片付け上手な子供に育てる！収育のコツ (2014年7月9日、実業之日本社、ISBN 978-4-408-03191-0）
- コジマジックの片づけスイッチ！ (2014年12月5日、朝日新聞出版、ISBN 9784023313538)
- 収育ガイドブック［収納検定公式副読本］(2015年10月20日、一般社団法人日本収納検定協会)
- リバウンドしない収納の魔法（2015年11月20日、青春出版社、ISBN 978-4-413-09633-1）
- 子どもの頭がよくなるお片づけ（2019年4月21日、KKベストセラーズ、ISBN 9784584139011）